# Кроноцкий полуостров
Кроно́цкий полуо́стров — один из четырёх крупных полуостровов Камчатки на тихоокеанском побережье, второй на север от Петропавловска-Камчатского. Административно относится к Елизовскому району Камчатского края.
Территория полуострова и прилегающая океанская акватория являются частью знаменитого Кроноцкого государственного заповедника. Одним из уникальных объектов заповедника является расположенный на полуострове Тюшевский ледник.
Кроноцкий полуостров находится к северу от Шипунского полуострова и к югу от Камчатского полуострова, к северу от Кроноцкого залива и к югу от Камчатского залива.
С юга, со стороны Кроноцкого залива, на север, в сторону Камчатского залива, по побережью полуострова наиболее существенными объектами являются: бухта Ольга, мыс Ольга, река Тюшевка, река Выдровая, река Козлова, мыс Козлова, Кроноцкий мыс, Каменистая бухта, Каменистый мыс, река Большая Чажма, река Малая Чажма. К северу от полуострова находится река Сторож и озеро Сторож.
На самом полуострове находятся: гора Алней (1313 м), гора Ночлег (691 м), озеро Чажма, маяк на Кроноцком мысу, нежилой посёлок Кроноки в бухте Ольга, здесь же расположены кордон Кроноцкого заповедника — Кроноки и одноименная гидрометеостанция. Постоянно проживает от двух до пяти сотрудников заповедника и гидрометеостанции. Именно отсюда отправлялись в экспедицию сотрудники заповедника Татьяна Устинова и Анисифор Крупенин, открывшие гейзеры в южной части Кроноцкого заповедника (Долина гейзеров).
К западу от полуострова находятся: вулкан Крашенинникова, вулкан Кроноцкий, озеро Кроноцкое, вулкан Шмидта, вулкан Гамчен, вулкан Кизимен.